# Kuhbach (Feilebach)
Der Kuhbach ist ein rechter Zufluss des Feilebachs in der Gemeinde Bösenbrunn des Vogtlandkreises im Freistaat Sachsen.

## Geographie

### Verlauf
Der Kuhbach entspringt in einer Höhe von etwa 500 m ü. NHN südwestlich des Ortes Zettlarsgrün der Gemeinde Bösenbrunn und fließt durchwegs etwa nordwärts, ihm folgt dabei nahe die Gemeindegrenze von Bösenbrunn zu Triebel/Vogtl. Er mündet in einer Höhe von etwa 460 m ü. NHN nordwestlich von Zettlarsgrün in den Feilebach, der dort das Vorbecken Ramoldsreuth Süd der Talsperre Dröda durchläuft. Der Bach verläuft auf seinem rund 1,2 km langen Lauf zunächst in Wiesen und entlang einzelner Waldinseln, ab dem Beginn des Mittellaufs am Zufluss des Zettlarsgrüner Bachs dann durchwegs im Wald.

### Zuflüsse
- Zettlarsgrüner Bach, von rechts und Osten westlich von Zettlarsgrün, ca. 1,2 km